# Харків Лог
Ха́рків Лог (рос. Харковь Лог) — селище у складі Ленінськ-Кузнецького округу Кемеровської області, Росія.
Стара назва — Харків-Лог.

## Населення
Населення — 64 особи (2010; 89 у 2002).
Національний склад (станом на 2002 рік):
- росіяни — 96 %